# أسفل اللبا والدقة (يهر)

تعديل مصدري - تعديل

أسفل اللبا والدقة هي إحدى قرى عزلة يهر بمديرية يهر التابعة لمحافظة لحج، بلغ تعداد سكانها 68 نسمة حسب تعداد اليمن لعام 2004.